# Ili
| Basisdaten        | Basisdaten       |
| ----------------- | ---------------- |
| Großregion:       | Nordwestchina    |
| Autonomes Gebiet: | Xinjiang         |
| Status:           | Autonomer Bezirk |
| Einwohner:        | 2.848.393 (2020) |
| Fläche:           | 273.200 km²      |
|                   |                  |

Der Kasachische Autonome Bezirk Ili (chinesisch 伊犁哈薩克自治州 / 伊犁哈萨克自治州, Pinyin Yīlí Hāsàkè Zìzhìzhōu; uigurisch ئىلى قازاق ئاپتونوم ۋىلايىتى, Ili Ⱪazaⱪ Aptonom Wilayiti; kasachisch ﯨﻠﻪ ﻗﺎﺯﺍﻕ ﺍﯙﺗﻮﻧﻮﻣﻴﺎﻟﻰ ﻭﺑﻠﯩﺴﻰ Ile Qazaq awtonomyalıq oblısı) ist ein Provinzunmittelbarer Autonomer Bezirk (chinesisch 副省級自治州 / 副省级自治州, Pinyin fù shěngjí zìzhìzhōu) im Nordwesten des Autonomen Gebietes der Uiguren Xinjiang in der Volksrepublik China. Er ist nach dem Fluss Ili benannt. Seine Hauptstadt ist Gulja (Yining). Ili hat eine Fläche von ca. 273.200 km².

## Administrative Gliederung
Nach seiner Gründung bestand Ili zunächst aus drei Regierungsbezirken: Ili, Tacheng und Altay. Am 6. Oktober 2001 wurde der Regierungsbezirk Ili aufgelöst und seine Städte und Kreise der Regierung des Autonomen Bezirks direkt unterstellt. Somit setzt sich Ili heute aus folgenden Verwaltungseinheiten zusammen:

## Ethnische Gliederung der Gesamtbevölkerung des Autonomen Bezirks Ili
Beim Zensus im Jahr 2000 hatte Ili insgesamt 3.821.940 Einwohner (Bevölkerungsdichte: 13,99 Einw./km²).
| Name des Volkes | Einwohner | Anteil  |
| --------------- | --------- | ------- |
| Han             | 1.697.827 | 44,42 % |
| Kasachen        | 979.343   | 25,62 % |
| Uiguren         | 614.981   | 16,09 % |
| Hui             | 339.570   | 8,88 %  |
| Mongolen        | 62.671    | 1,64 %  |
| Dongxiang       | 48.667    | 1,27 %  |
| Xibe            | 28.960    | 0,76 %  |
| Kirgisen        | 16.678    | 0,44 %  |
| Usbeken         | 5491      | 0,14 %  |
| Daur            | 4940      | 0,13 %  |
| Russen          | 4482      | 0,12 %  |
| Mandschu        | 4045      | 0,11 %  |
| Salar           | 3097      | 0,08 %  |
| Tataren         | 2584      | 0,07 %  |
| Sonstige        | 8604      | 0,23 %  |

## Ethnische Gliederung des ehemaligen Regierungsbezirks Ili

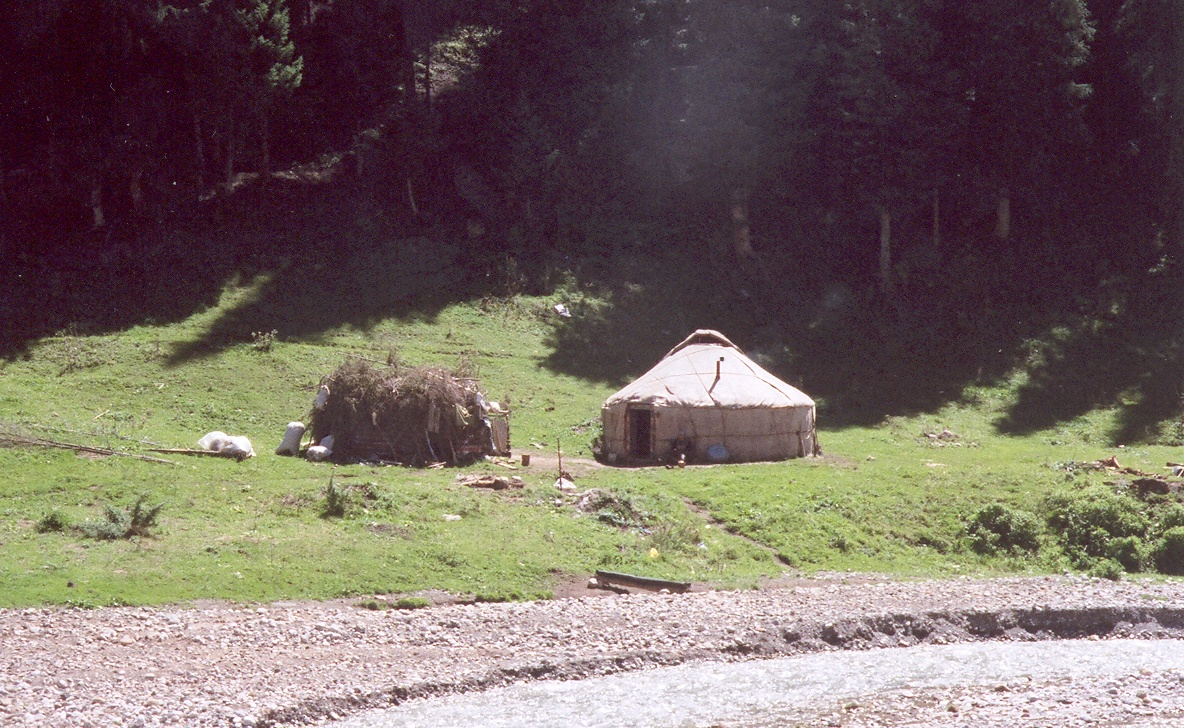
Jurte in Ili

Laut Zensus hatte der ehemalige Regierungsbezirk Ili im Jahr 2000 2.082.577 Einwohner.
| Name des Volkes | Einwohner | Anteil  |
| --------------- | --------- | ------- |
| Han             | 675.150   | 32,42 % |
| Uiguren         | 566.774   | 27,22 % |
| Kasachen        | 469.634   | 22,55 % |
| Hui             | 244.706   | 11,75 % |
| Dongxiang       | 41.289    | 1,98 %  |
| Xibe            | 27.139    | 1,3 %   |
| Mongolen        | 26.624    | 1,28 %  |
| Kirgisen        | 14.739    | 0,71 %  |
| Usbeken         | 4903      | 0,24 %  |
| Mandschu        | 2689      | 0,13 %  |
| Salar           | 2638      | 0,13 %  |
| Sonstige        | 6292      | 0,29 %  |

## Geschichte
Der Khan des im 13. Jahrhundert entstandenen Tschagatai-Khanats residierte in Almaliq, das in der Nähe des heutigen Gulja lag.

### Kuldscha / Ili unter der Mandschuherrschaft
Nach der Zerstörung des Dsungarenreiches zwischen 1754 und 1759 durch Truppen der Qing-Dynastie gründeten die Mandschubefehlshaber eine Militärkolonie im Ili-Gebiet. Die 1764 gegründete Stadt Neu-Kuldscha wurde 1866 vollständig zerstört.

Seit der Besetzung durch die Mandschuadministration befindet sich die Region am Oberlauf des Ili bis in die Gegenwart fast ununterbrochen in chinesischer Hoheit. Die Kuldscharegion (chinesische Bezeichnung Ili-Provinz, russische Bezeichnung Kuldscha-Distrikt) unterlag häufig aber wechselnden politischen Einflüssen.
Nach Fall des Mandschureiches 1862 verfiel hier der chinesische Einfluss während der Dunganenaufstände. In der Zeit zwischen 1862 und 1864 entflammten Kämpfe gegen äußere Einflüsse, bei denen auch das russische Konsulat und die Handelsniederlassung in Kuldscha zerstört wurden. Zahlreiche Flüchtlinge entkamen diesen Wirrnissen in das russische Siebenstromland. Es etablierte sich eine moslemische Machtstruktur aus der einheimischen Bevölkerung.

### Zerfall chinesischer Herrschaft und Bildung des Sultanats Tarantschi
Im Januar 1866 stürmten regionale Gruppen der Dunganen und bewaffnete Angehörige der ostturkestanischen bzw. usbekischstämmigen Bevölkerung (Tarantschi) die von den Chinesen gehaltene Festung in Neu-Kuldscha und nahmen sie ein. Dabei fanden der chinesische Regionalverwalter, seine Beamten und weitere Angehörige den Tod.
Als Jakub Bek 1867 vom benachbarten Kaschgar aus begann, die chinesische Herrschaft in der Region Ostturkestans zu beseitigen, ein eigenes Khanat schuf und Verbindungen mit den Engländern aufnahm, befürchtete die russische Seite eine Ausdehnung dieser Tendenzen über das Kuldscha-Gebiet bis in das Siebenstromland hinein.

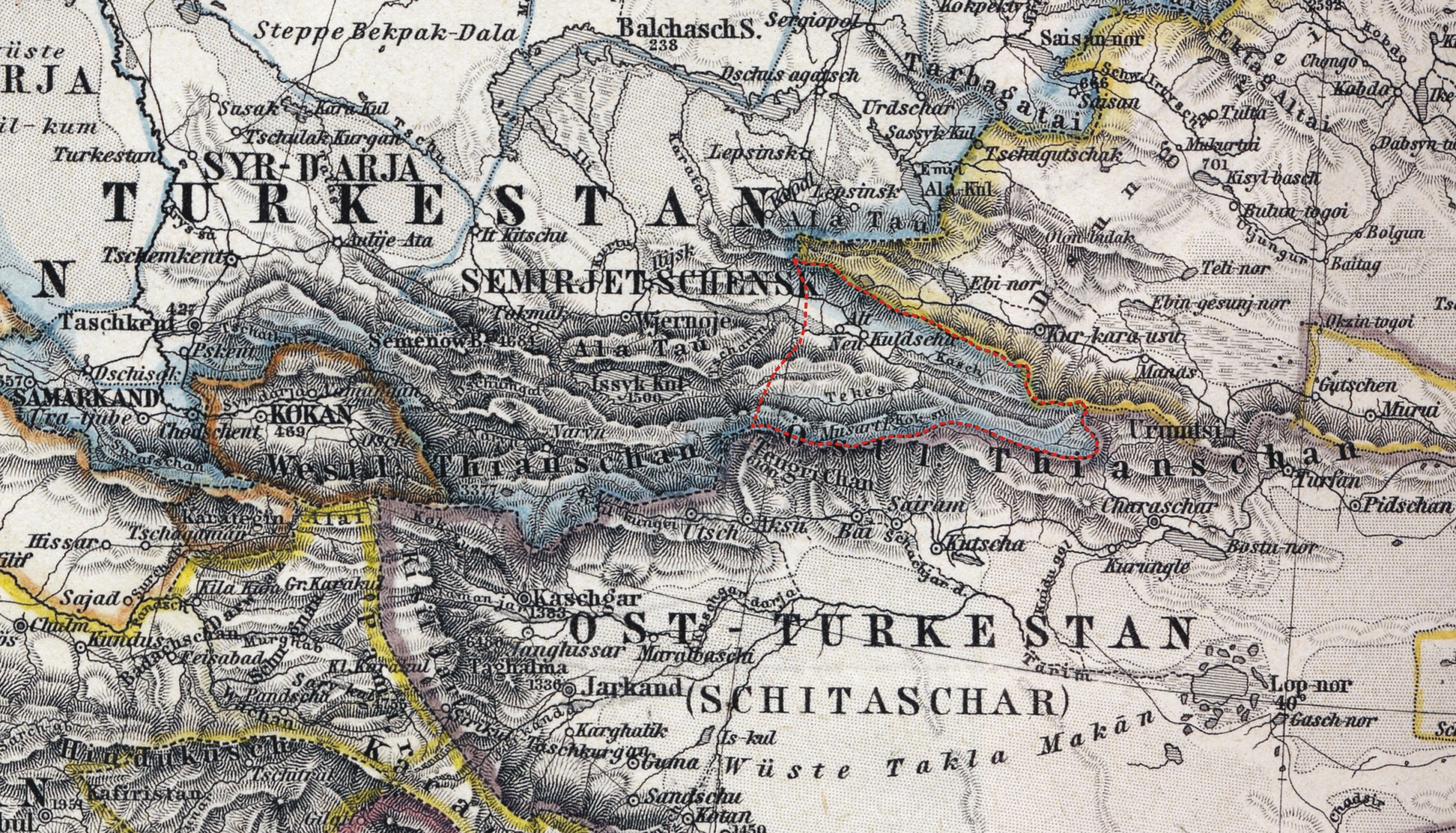
Der Kuldscha-Distrikt (rot umrandet)

Das in der Kuldscharegion bereits 1864 entstandene autonome Sultanat erlangte nur eine geringe innere Stabilität. Dem vierten und letzten Sultan Alija-chan Obil-ogly gelang es nicht, die unruhige Situation in seinem Herrschaftsbereich zu befrieden. Sie griffen weiter auf die benachbarten Gebiete des russischen Siebenstromlandes über. Dadurch sah sich der dortige Militärbefehlshaber General Gerasim Alexejewitsch Kolpakowski (Truppen des Generalgouvernements der Steppe) zum Einschreiten gezwungen. Er führte zuerst Verhandlungen mit dem Sultan und ließ, als jene keinen Erfolg erbrachten, im Herbst 1870 mit einer Truppeneinheit den Musart-Pass (Gebirgsübergang im Tianschan) besetzen. Dadurch schnitt man die Verbindung nach Kaschgar an der Westseite des Gebirges ab.

### Kuldscha unter russischer Verwaltung
Im Frühjahr 1871 spitzten sich die Verhältnisse zu. Kirgisenhirten aus Russland drangen in das Kuldschagebiet ein und versuchten den Sultan zu unterstützen. Dabei griffen sie Kosakentruppen an der Grenze an. Dieser Vorfall führte in der Folge zum russischen Einmarsch in das Sultanat. Am 21. Juni 1871 ergab sich Sultan Obil-ogly dem russischen Militär, das am Folgetag die Stadt Kuldscha besetzte. Damit übernahm das Russische Kaiserreich die Landschaften am Oberlauf des Ili in seine Verwaltung und gliederte sie dem Generalgouvernement Turkestan an. Im Jahr 1872 schlossen Russland und Kaschgarien einen Handelsvertrag.
Während der russischen Verwaltungsperiode wirkte in der Stadt Kuldscha der Arzt Albert Regel als Kreisarzt. Er trug zur archäologischen und naturkundlichen Erforschung der Turfanregion bei, verfolgte aber dabei wahrscheinlich auch militärische Aufgaben. Der Engländer Edward Delmar Morgan bereiste 1880 Kuldscha und hinterließ in der Folge eine Beschreibung des Gebietes. Er berichtete auch über Regels Forschungen.
Die Erwartungen der russischen Seite an die Entwicklung ihres politischen und ökonomischen Einflusses über den Kuldscha-Distrikt wurden als unbefriedigend empfunden, weil die Staatsinteressen weit über Kuldscha hinausgingen.
Als Jakub Bek 1877 bei militärischen Auseinandersetzung mit den Chinesen deren Truppen unterlag und seine beiden Söhne das Khanat nicht halten konnten, zerfiel sein Reich 1878 nach dem Fall von Khotan endgültig. Diese Entwicklung schwächte vorübergehend das Interesse der Russischen Regierung am Kuldscha-Distrikt ab. Daraufhin gab es im September 1879 Vertragsverhandlungen zwischen der russischen Regierung und einem chinesischen Unterhändlers in Livadia. Das Ergebnis wurde aber nach Rückkehr des Unterhändlers in Peking nicht bestätigt und er selbst zum Tode verurteilt (später begnadigt). Als unmittelbare Folge gab es an der russisch-chinesischen Grenze beiderseitige Militärkonzentrationen, und die Kaiserlich Russische Marine bezog vor der Küste Chinas drohende Positionen. Ein neuer Vorstoß wurde mit dem chinesischen Gesandten in Paris, Marquis Tseng, unternommen. Seine Antrittsaudienz fand am 10. (23.) August 1880 in Sankt Petersburg statt. In deren Folge gelangte die bis dahin anhaltende militärische Konfrontation wieder zunehmend in friedlichere Bahnen.

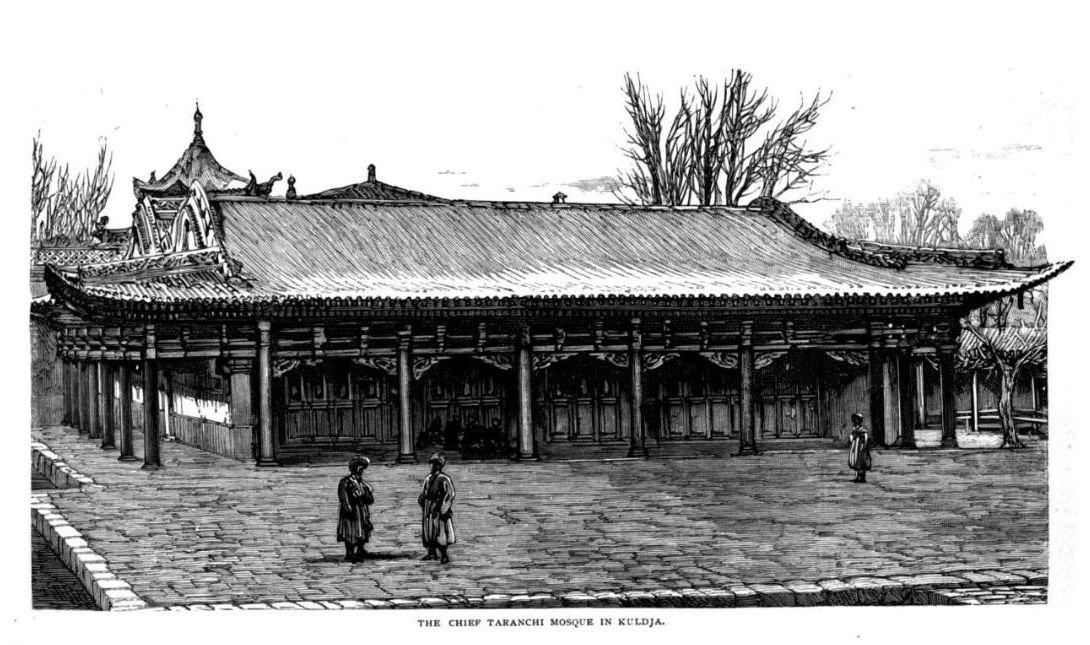
Die Hauptmoschee in Kuldscha um 1882

Die Kuldschafrage wurde mit dem Vertrag von 2. (14.) Februar 1881 beendet. Demzufolge gab Russland die Region an China zurück, verlangte aber einen Ausgleich in einer Höhe von 9 Millionen Silberrubel für die zeitweiligen Verwaltungsaufwendungen und Ersatz für die den russischen Bürgern während dieser Zeit entstandenen Schäden. Weiterhin regelte der Vertrag, dass der westliche Teil des Gebietes bei Russland verbliebe, da dort die umsiedlungswilligen Personen eine neue Heimat finden sollten.

Ferner bestimmte der Vertrag, dass das Recht Russlands, im Westen Chinas Konsulate zu unterhalten, weiter ausgedehnt und eine garantierte Verkehrsstraße für russische Händler zum Hafen nach Tientsin festgeschrieben wurden. Die Ratifizierung erfolgte von Russland am 4. (16.) August 1881 und durch den Chinesischen Kaiser bereits am 3. (15.) Mai 1881.

### Gulja als Teil Chinas
Zum Ende des 19. Jahrhunderts war die Stadt Gulja zu einem wichtigen ökonomischen Zentrum westlich der Mongolei geworden. Die Bevölkerung der Stadt war ausgesprochen inhomogen zusammengesetzt. Neben zahlreichen Moscheen befanden sich hier zwei buddhistische Tempel, eine griechisch-katholische sowie eine römisch-katholische Kirche. Nördlich der Stadt gewann man Kohle, und die Handelsstraße erfreute sich einer regen Nutzung in östlicher und westlicher Richtung.
Während der Chinesischen Revolution von 1911 geriet die Situation in der Guljaregion wieder in eine instabile Lage. Russland verstärkte daraufhin seine Konsulatsschutztruppen in Xinjiang.
Das russische Konsulat in Gulja wurde im Jahr 1918 geschlossen. Erst zwischen 1924 und 1925 konnte es seine Arbeit fortsetzen, sogar über das Jahr 1927 hinaus, als China die diplomatischen Beziehungen zur Sowjetunion abbrach.
Im November 1944 entflammten im Ili-Gebiet unter der kasachischen Bevölkerung Unruhen (Drei-Bezirke-Revolution), denen sich auch Angehörige der Uiguren anschlossen. Dabei wurde in der Stadt Gulja die Ostturkestanische Republik ausgerufen. Diese Bewegung diente der besseren Interessensvertretung der nichtchinesischen Bevölkerung.
Verhandlungen mit der Regionalregierung in Ürümqi führten Mitte 1946 zu einer Annäherung der Interessen. Der von der chinesischen Seite gestellte Chef der Regionalregierung und General Zhang Zhizhong leitete eine gegenüber den politischen Vertretern Guljas liberale Politik ein. In deren Folge kam es zu einer Regionalverfassung für das Gulja-Gebiet, finanzpolitischen Korrekturen und der Freilassung politischer Gefangener. Die Erwartungen der Kuomintang-Regierung an die politische Entwicklung in der Region wurden nicht erfüllt. Dem standen weitere Forderungen der nach Unabhängigkeit strebenden Regionalkräfte gegenüber. Das führte 1947 zu einer Absetzung Zhangs (er verblieb in der Regierung) und der Übernahme seiner Funktion durch Masud Sabri. Dessen konservativen Positionen verschärften aber die Situation und führten durch Einfluss der Kuomintang zu seiner Absetzung. Ihm folgte 1948 der nach Peking orientierte Politiker Burhan Shahidi. Die Mehrheitsverhältnisse entwickelten sich jedoch zugunsten kommunistischer Einflüsse. Die Sowjetunion hatte bis 1949 in der Region maßgeblichen politischen und militärischen Einfluss.
Als die Kommunistische Partei Chinas 1949 eine Versammlung der PKKCV einberief, nahmen Vertreter der Guljabewegung und Zhang daran teil. In deren Folge bildete sich am 17. Dezember 1949 in Xinjiang eine Provisorische Volksregierung und das Gebiet von Gulja kam wieder unter Kontrolle der chinesischen Zentralregierung. Anders als die Kuomintang beteiligten die kommunistischen Kräfte Chinas zu dieser Zeit in den Gebieten nichtchinesische Vertreter an den Aufgaben der öffentlichen Verwaltung. 1954 wurde das Ili-Gebiet zum Kasachischen Autonomen Bezirk Ili erklärt.